# アーチボルト・アーウィン・ウィムジー
アーチボルト・アーウィン・ウィムジーは、日本のテーブルトークRPGリプレイ作品『ソード・ワールドRPGリプレイ第3部』に登場するプレイヤーズ・キャラクターの名前。
プレイヤーは公開されていないが、当時グループSNEのメンバーであった村川忍といわれている。

## 人物像
通称アーチー。ただし本人はそう呼ばれるのを嫌がり、アーチボルトと呼ぶよう周囲に要求している。しかし、プレイ中にアーチーと呼ばれても抗議などのリアクションを起こさないことが多く、自らアーチーと名乗ってしまったこともあり、設定のみでプレイヤーのロールプレイは徹底していない。リプレイでの発言者名は、文字長の関係で当初からアーチーと書かれている。
容貌は黒髪にしかめ面。リプレイ最終話では髭を生やし、エイブラハム・リンカーンや大久保利通に似た姿で描かれた（アーチーの父の容貌はアーチー以上にリンカーンに酷似している）。小説「バブリーズ・リターン」ではイラストレーターが変わったため、金髪の美形になっていたが、これはファンから違和感を覚えるとの声が上がった。
オランの賢者の家柄に生まれ、賢者を志したが挫折し、『知識を得るにはまず力から（リプレイ集6巻34ページ）』と戦士に転向する。リプレイ初期には、筋力がそれほど高くないこともあり主戦力たりえず、ゴブリンといい勝負をする程度の腕前であったが、魔法のブロードソード「アーチブレイド」を手に入れて以降、戦士としての地位が向上する。シリーズ後半には大陸有数の戦士であるオーファン王国近衛騎士団長ローンダミスと同等の剣技（ファイター技能レベル）を身につけるに至った。
人間中心主義者で特にグラスランナーが嫌いだが、パラサとつるんでいることが少なくない。また、音楽嫌いとも自称していたが、嫌いなのはグラスランナーが流すような調子外れなもので、厳粛なクラシックなどは普通に聴けるらしい。
スイフリーと同じく策略を好み、共同で策を練ったり、スイフリーの策略に協力することも多い。
一方で、保護した子供に元隣人のアンデッドを滅ぼす場面を見せるのを避けようとするなど、他のメンバーに先んじて他人の感情を思いやる部分も有している。
リプレイ後半では、アノス王国の有力貴族であるカルプラス伯爵配下の郷士に叙勲、次いで国王直参の一代騎士に叙勲され、居城としてストローウィック城と領地を賜った。ただし、その反動かやや性格が傲慢になり、他のプレイヤーに眉をひそめられた。本人によると「私の性格などこんなものだった」、つまり元から傲慢な部分があったらしい。
年齢は30を過ぎており、恋愛事に興味が薄いためかいまだ独身。錬金術士のアーリア・クィロートと見合いをしたことがあるが、破談になった。仲間のフィリスからも家柄と財産を目的に言い寄られていたものの、アーチーにその気は全くなかった。騎士になった後、傲慢な性格が表に出るようになったことでフィリスの方から見限られたが、「バブリーズ・リターン」ではまだ追いかけられており、その後のリプレイである「デーモン・アゲイン」では腐れ縁の仲であるらしい。

## 魔剣アーチブレイド
当初は普通のブロードソードを使用していたが、ある冒険の報酬を第三者に横領された際、オラン魔術師ギルドが犯人に手を貸していたことが発覚し、代償としてギルドから魔法のブロードソードを入手した。アーチーはこの剣を「アーチブレイド」と名付け、リプレイ最終話まで愛用した。リプレイ終了後に「アーチブレイド・ツー」へ持ち替え、更に「アーチブレイド・スリー」を手に入れたとされているが、この経緯は描写されていない。
小説『バブリーズ・リターン』以降に使用している「アーチブレイド・スリー」は、黄金色に輝くミスリル銀製のブロードソード。ソード・ワールド世界では最強ランクの+3ブロードソードで、単純な攻撃力なら『ロードス島戦記』に登場した「魂砕き」「法の剣」、『魔法戦士リウイ』に登場した「ファーラムの剣」と同等である。それら著名な魔剣は、攻撃力の強化以外にも特殊な効果が得られる魔力を持っているが（例えば「魂砕き」であれば生命力に加えて精神力にもダメージを与える）、アーチブレイド・スリーにそういった魔力があるかどうかは明かされていない。最初のアーチブレイドに関しては、オラン魔術師ギルドから研究し尽くされたものとして提供されており、攻撃力に+1という以外の特殊な魔力は無いことが確定している。

## ウィムジー家
オランの貴族に同姓の学者貴族アースデン・ウィムジーが存在し、アーチーの出た賢者ウィムジー家はその末流ないし傍系であると推測される。8万ガメルをはした金と言えるほど非常に富裕であることから、直系に近い可能性が高い。
紋章などは不明。アーチーに始まる騎士ウィムジー家の紋章は、アーチー自らのデザインによる「本を取り巻く金貨」。他のプレイヤーから悪趣味と言われたが、メディチ家の紋章などと同様の家門の出自を直接的に現すものであり、決して奇異ではない。
紋章にもあるように書物の蓄積は素晴らしく、個人としては破格の量を所有している。アーチーの父親もあくせくと働くことはしておらず、道楽で学問をしながら時折調査などの依頼を引き受けて暮らしている。金がなくなりそうになると、そのたびに家に古くからある骨董を売り払い、補充する（俗に言う「ディレッタント」）。その資産の蓄積はGM曰く「無駄遣いをしなければ、あと三代は楽に持つ」ほど。

## 作品世界に与えた影響
高レベルになり、作品世界に与える影響が大きくなりすぎたことのほか、騎士に出世し、領地と領民を持ったがゆえに彼らの安全に対して責任を持つこととなり、彼らを題材に脅迫を受ける、または自身に対する怨恨が彼らに向く可能性が発生し、またアノスという国家に所属することになったため、気楽に他国で冒険することができなくなった。これらの要因が複合し、第3部リプレイは終幕することになる。プレイヤーキャラクターの出世をキャンペーン終了の目安とすることの代表的な例となった。